# Сен-Симеон-де-Бресьё
Сен-Симеон-де-Бресье (фр. Saint-Siméon-de-Bressieux) — коммуна во Франции, находится в регионе Рона — Альпы. Департамент коммуны — Изер. Входит в состав кантона Сент-Этьенн-де-Сен-Жуар. Округ коммуны — Гренобль.
Код INSEE коммуны — 38457. Население коммуны на 1999 год составляло 2480 человек. Населённый пункт находится на высоте от 337  до 627  метров над уровнем моря. Муниципалитет расположен на расстоянии около 450 км юго-восточнее Парижа, 60 км юго-восточнее Лиона, 40 км северо-западнее Гренобля. Мэр коммуны — M. Gilles Perenon, мандат действует на протяжении 2001—2008 гг.
Динамика населения (INSEE):